# Euxoa murdocki
Euxoa murdocki là một loài bướm đêm trong họ Noctuidae.